# Карсела-Гонсалес, Мехди
Мехди́ Карсе́ла-Гонса́лес (исп. Mehdi Carcela-González; род. 1 июля 1989, Льеж, Валлония) — бельгийский и марокканский футболист, полузащитник. Выступал за сборную Марокко. Провёл два товарищеских матча за сборную Бельгии. Его племянник Йоахим тоже футболист и играет за «Стандард» (Льеж), в котором начинал карьеру Мехди.

## Карьера
Мехди Карсела-Гонсалес родился в Бельгии в семье испанца и марокканки. Он начал заниматься футболом в школе клуба «Стандард» (Льеж) в возрасте 5 лет. Пройдя все возрастные команды клуба, в возрасте 19 лет Карсела подписал свой первый профессиональный контракт сроком на 4 года. 13 сентября 2008 года Мехди дебютировал в составе команды в матче с «Кортрейком» (2:0). 18 декабря того же года он сыграл свой первый матч на европейской арене, выйдя на поле во встрече с «Штутгартом» в розыгрыше Кубка УЕФА (0:3). В первом своём сезоне он провёл на поле 15 матчей и помог клубу выиграть чемпионат и Суперкубок Бельгии. В начале следующего сезона, вновь 13 сентября, Мехди сделал дубль, забив два гола в ворота «Мехелена». 24 ноября 2009 года Карсела-Гонсалес был удалён с поля в матче Лиги чемпионов против лондонского «Арсенала», за то что ударил головой в лицо Сеска Фабрегаса. Всего за сезон 2009/10 футболист провёл 44 матча и забил 5 голов.
17 мая 2011 года в матче с «Генком» Гонсалес был атакован Крисом Мавингой, который прямой ногой ударил его в лицо, что вызвало мгновенную потерю сознания у игрока, а также многочисленные осколочные переломы носа, челюсти и потерю пяти зубов. Сам Мавинга очень извинялся перед травмированным футболистом. В сезоне 2010/11 Мехди провёл на поле 44 матча, забил 14 голов (в чемпионате 38 матчей — 13 голов) и сделал 9 голевых передач, а «Стандард» стал серебряным призёром чемпионата Бельгии. В июне 2011 года Мехди заинтересовался московский «Спартак». В конце августа 2011 года появились сообщения о возможном переходе игрока в махачкалинский клуб «Анжи». 31 августа Мехди подписал контракт с махачкалинцами на 3,5 года. После трансфера футболист сказал:

Мне льстило, что такой большой клуб, как московский «Спартак», проявлял ко мне интерес. Но я никогда не давал согласия на переход в эту команду. Этого больше хотел мой прежний клуб. На самом деле «Анжи» вёл со мной переговоры с весны, и изначально передо мной вопрос стоял так: либо продолжить выступать в Европе, либо переехать в Россию, в команду, цвета которой защищает мой друг и кумир Буссуфа. Теперь я счастлив, что буду играть рядом с ним. А что касается денег, то поверьте: в «Спартаке» мне предлагали немного больше.

Дмитрий Попов, спортивный директор «Спартака», опроверг слова Мехди насчёт предложенной заработной платы; сказав, что причиной перехода стала религия: Карсела-Гонсалес мусульманин, а в «Анжи» представителей этой религии большое количество, плюс там же выступал его друг, Буссуфа.
13 июня 2015 года Мехди перешёл в клуб «Бенфика» из Португалии, контракт рассчитан на 4 года.
В 2016 году стал игроком «Гранады».
7 июля 2017 года футболист подписал соглашение с «Олимпиакосом».

## Карьера в сборных
Карсела-Гонсалес начал выступать в составе молодёжных сборных Бельгии. В возрасте 20 лет он получил вызов от первых сборных Бельгии и Марокко. Сперва Мехди выбрал бельгийцев, за которых дебютировал 17 ноября 2009 года в товарищеском матче с Катаром (2:0), заменив по ходу игры своего одноклубника Акселя Витселя.
Однако в 21 год он принял решение играть за Марокко, воспользовавшись положением ФИФА, разрешающим молодым игрокам менять спортивную национальность, даже будучи заигранным за первую команду, но исключительно в товарищеских матчах. В сентябре 2010 года Карсела-Гонсалес окончательно выбрал Марокко. 25 января 2011 года Мехди был вызван в состав сборной на матч с Нигером. 9 февраля он дебютировал в этой встрече, в которой его команда победила 3:0.

## Достижения
«Стандард»
- Чемпион Бельгии: 2008/09
- Обладатель Суперкубка Бельгии: 2009
- Обладатель Кубка Бельгии: 2010/11

«Анжи»
- Бронзовый призёр чемпионата России: 2012/13
- Финалист Кубка России : 2012/13

«Бенфика»
- Чемпион Португалии: 2015/16

## Статистика
По состоянию на 1 июня 2013 года
| Сезон   | Клуб            | Лига         | Чемпионат | Чемпионат | Кубок | Кубок | Континт. | Континт. |
| Сезон   | Клуб            | Лига         | Игры      | Голы      | Игры  | Голы  | Игры     | Голы     |
| ------- | --------------- | ------------ | --------- | --------- | ----- | ----- | -------- | -------- |
| 2008/09 | Стандард (Льеж) | Лига Жюпиле  | 13        | 0         | 0     | 0     | 2        | 0        |
| 2009/10 | Стандард (Льеж) | Лига Жюпиле  | 32        | 5         | 2     | 0     | 10       | 0        |
| 2010/11 | Стандард (Льеж) | Лига Жюпиле  | 38        | 13        | 6     | 1     | 0        | 0        |
| 2011/12 | Анжи            | Премьер-Лига | 8         | 0         | 0     | 0     | 0        | 0        |
| 2012/13 | Анжи            | Премьер-Лига | 20        | 1         | 2     | 0     | 14       | 1        |